# The Transformers (computerspel uit 1986)
The Transformers is een platformspel uit 1986 gebaseerd op het gelijknamige franchise. Het spel werd ontwikkeld door Denton Designs en uitgebracht door Ocean Software voor de Sinclair ZX Spectrum en Commodore 64.

## Gameplay
In het spel zoeken de Autobots vier onderdelen van een energonkubus. Deze onderdelen zijn verspreid door de stad. De stad is in het spel opgebouwd uit een aantal platformen en ladders. De Decepticons zoeken de onderdelen eveneens.
De speler kan de rol aannemen van vijf Autobots: Optimus Prime, Hound, Jazz, Mirage en Bumblebee. De speler kan telkens wisselen. Autobots die niet gebruikt worden bevinden zich in Defensa Pods, waarin ze niet kunnen worden aangevallen en hun energie zich langzaam hersteld. De Decepticons in het spel zijn Megatron, Soundwave, Starscream, Buzzsaw, Skywarp, Laserbeak, Ravage, Frenzy en Rumble. De Decepticons kunnen regenereren en transformeren niet.
Elke Autobot heeft drie onderdelen die zijn kracht bepalen: Schilden, Kracht en Wapens. Elk personage heeft deze in andere verhoudingen (Optimus heeft bijvoorbeeld veel kracht, maar weinig wapens, en Mirage het omgekeerde).
Elk personage kan transformeren van voertuigmode naar robot. In robotmode kunnen de Transformers vliegen, en in voertuigmode kunnen ze zich sneller verplaatsen.

## Ontvangst
Het spel werd met gemengde reacties ontvangen. Sinclair User gaf het spel vier sterren van de vijf, terwijl Your Sinclair het spel 6 van de 10 sterren gaf.
In een interview met Julian Rignall van Crash zeiden de producers dat “The Transformers” het spel was waar ze zelf ook het minst tevreden mee waren.